# Rattus losea
Rattus losea — один з видів гризунів роду пацюків (Rattus).

## Поширення
Країни поширення: Камбоджа, Китай, Лаос, Малайзія, Тайвань, Таїланд, В'єтнам. Населяє луки, чагарники, мангрові ліси, оброблені поля та інші змінені людиною середовища від рівня моря приблизно до 1000 м. Дослідження у В'єтнамі запропонувало те, що чисельність може коливатися залежно від наявності польових культур.

## Морфологічні особливості
Гризуни середнього розміру, завдовжки 120—185 мм, хвіст — 128—175 мм, стопа — 24 — 32 мм, вухо — 18 — 21 мм. Вага досягає 90 грамів.

## Зовнішність
Хутро щільне і м'яке, без колючих волосків. Відтінок верхніх частин бурувато-жовтуватий, боки покриті жовтуватими волосками, а вентральні частини сірувато-білими, основа волосся сіра. Пах і підборіддя білі. Вуха світло-коричневі. Задня частина ніг варіюється від сірої до сірувато-коричневої. Хвіст довгий як голова і тіло і рівномірно коричневий. У самиць одна пара грудних сосків, одна черевна пара і 3 пахових пари. Каріотип дорівнює 2n = 42 FN = 58-62.

## Загрози та охорона
Немає серйозних загроз виду. Присутній у кількох охоронних територіях.